# Jasmin Repeša
Jasmin Repeša, es un entrenador de baloncesto croata nacido el 1 de junio de 1961, en Čapljina, RFS Yugoslavia. Actualmente es director deportivo de la Selección de baloncesto de Croacia. Se caracteriza por su fuerte carácter como entrenador. Ha ganado  la liga croata, turca e italiana.

## Equipos como entrenador
| Liga                            | Club                                                    | País                 | Año             |
| ------------------------------- | ------------------------------------------------------- | -------------------- | --------------- |
| Liga Yugoslava de Baloncesto    | Borac Čapljina                                          | Bosnia y Herzegovina | 1987-1992       |
| Liga del Adriático              | Cibona Zagreb (ayudante)                                | Croacia              | 1992-1994       |
| Liga Yugoslava de Baloncesto    | KK Dona                                                 | Croacia              | 1994-1995       |
|                                 | Selección de baloncesto de Croacia (ayudante)           | Croacia              | 1995-1996       |
| Liga del Adriático              | Cibona Zagreb                                           | Croacia              | 1995-1997       |
| Türkiye Basketbol Ligi          | Tofaş Bursa                                             | Turquía              | 1997-2000       |
| Liga de Croacia                 | KK Split                                                | Croacia              | 2000-2001       |
| Polska Liga Koszykówki          | Śląsk Wrocław                                           | Polonia              | 2000-2001       |
| Liga del Adriático              | Cibona Zagreb                                           | Croacia              | 2001-2002       |
| Lega Basket Serie A             | Fortitudo Bologna                                       | Italia               | 2002-2006       |
| Lega Basket Serie A             | Virtus Roma                                             | Italia               | 2006-2008       |
|                                 | Selección de baloncesto de Croacia                      | Croacia              | 2006-2009       |
| Lega Basket Serie A             | Pallacanestro Treviso                                   | Italia               | 2010-2011       |
| Liga del Adriático              | Cibona Zagreb                                           | Croacia              | 2011-2012       |
| Liga ACB                        | Unicaja Málaga                                          | España               | 2012-2013       |
|                                 | Selección de baloncesto de Croacia                      | Croacia              | 2012-2013       |
| Liga del Adriático              | KK Cedevita                                             | Croacia              | 2013-2015       |
| Lega Basket Serie A             | Olimpia Milano                                          | Italia               | 2015-2018       |
| Liga Montenegrina de Baloncesto | KK Budućnost Podgorica                                  | Montenegro           | 2018-2019       |
| Lega Basket Serie A             | Victoria Libertas Pesaro                                | Italia               | 2020-2021       |
| Lega Basket Serie A             | Fortitudo Bologna                                       | Italia               | 2021-2022       |
| Lega Basket Serie A             | Victoria Libertas Pesaro                                | Italia               | 2022-2023       |
|                                 | Selección de baloncesto de Croacia (director deportivo) | Croacia              | 2023-actualidad |

## Palmarés
- Liga de Croacia: 4 (Cibona Zagreb: 1996, 1997, 2002, 2012)
- Copa de Croacia: 3 (Cibona Zagreb: 1996, 2002) (KK Cedevita Zagreb: 2014)
- Liga de Turquía: 2 (Tofas S.K.: 1999, 2000)
- Copa de Turquía: 2 (Tofas S.K.: 1999, 2000)
- Lega Basket Serie A (2): 2005, 2016.
- Copa de Italia (2): 2016, 2017.
- Supercopa de Italia: 1 (Fortitudo Bologna: 2005)